# I liga polska w koszykówce mężczyzn (2009/2010)
I liga polska w koszykówce mężczyzn 2009/2010 – 56. edycja drugiego poziomu rozgrywek koszykówki mężczyzn w Polsce, organizowana przez PZKosz. Triumfatorem rozgrywek został Siarka Jezioro Tarnobrzeg.

## Kluby
- Asseco Prokom 2 Gdynia
- AZS Politechnika Warszawska
- GKS Tychy
- Intermarche Zastal Zielona Góra
- KS AZS AWF Katowice
- KS Sudety Jelenia Góra
- ŁKS Łódź
- Miasto Szkła Krosno
- MKS Dąbrowa Górnicza
- PTG Sokół Łańcut
- Siarka Jezioro Tarnobrzeg
- Spójnia Stargard Szczeciński
- Olimp MKS Start Lublin
- Victoria Górnik Wałbrzych
- Znicz Basket Pruszków
- Żubry Białystok

## Sezon zasadniczy

### Tabela końcowa
awans do play-off
     faza play-out
| Lp. | Drużyna                         | M  | Mecze | Mecze | Punkty | Punkty | Punkty | Punkty   | Pkt |
| Lp. | Drużyna                         | M  | W     | P     | +      | -      | +/-    | Stosunek | Pkt |
| --- | ------------------------------- | -- | ----- | ----- | ------ | ------ | ------ | -------- | --- |
| 1.  | Intermarche Zastal Zielona Góra | 30 | 24    | 6     | 2262   | 2010   | +252   | 0.8000   | 54  |
| 2.  | Siarka Jezioro Tarnobrzeg       | 30 | 23    | 7     | 2229   | 1983   | +246   | 0.7667   | 53  |
| 3.  | MKS Dąbrowa Górnicza            | 30 | 23    | 7     | 2339   | 2083   | +256   | 0.7667   | 53  |
| 4.  | GKS Tychy                       | 30 | 20    | 10    | 2342   | 2217   | +125   | 0.6667   | 50  |
| 5.  | ŁKS Łódź                        | 30 | 19    | 11    | 2243   | 2052   | +191   | 0.6333   | 49  |
| 6.  | Spójnia Stargard Szczeciński    | 30 | 19    | 11    | 2269   | 2135   | +134   | 0.6333   | 49  |
| 7.  | PTG Sokół Łańcut                | 30 | 16    | 14    | 2234   | 2200   | +34    | 0.5333   | 46  |
| 8.  | Znicz Basket Pruszków           | 30 | 16    | 14    | 2230   | 2246   | -16    | 0.5333   | 46  |
| 9.  | Olimp MKS Start Lublin          | 30 | 15    | 15    | 2191   | 2189   | +2     | 0.5000   | 45  |
| 10. | Asseco Prokom 2 Gdynia          | 30 | 13    | 17    | 2290   | 2306   | -16    | 0.4333   | 43  |
| 11. | Żubry Białystok                 | 30 | 10    | 20    | 2202   | 2391   | -189   | 0.3333   | 40  |
| 12. | Miasto Szkła Krosno             | 30 | 9     | 21    | 2079   | 2191   | -112   | 0.3000   | 39  |
| 13. | AZS Politechnika Warszawska     | 30 | 9     | 21    | 2293   | 2438   | -145   | 0.3000   | 39  |
| 14. | Victoria Górnik Wałbrzych       | 30 | 9     | 21    | 2219   | 2457   | -238   | 0.3000   | 39  |
| 15. | KS Sudety Jelenia Góra          | 30 | 8     | 22    | 1955   | 2251   | -296   | 0.2667   | 38  |
| 16. | KS AZS AWF Katowice             | 30 | 7     | 23    | 2137   | 2365   | -228   | 0.2333   | 37  |

### Wyniki
| Gospodarz/Gość                  | GDY   | WAR     | TYC   | ZLG   | KAT   | JGR    | ŁÓD   | KRO   | DGR   | ŁAŃ    | TAR   | STG   | LUB   | WAŁ     | PRU    | BIA    |
| ------------------------------- | ----- | ------- | ----- | ----- | ----- | ------ | ----- | ----- | ----- | ------ | ----- | ----- | ----- | ------- | ------ | ------ |
| Asseco Prokom 2 Gdynia          | —     | 101–74  | 75–79 | 74–79 | 94–59 | 91–70  | 00–20 | 88–64 | 83–96 | 102–98 | 98–93 | 75–78 | 84–83 | 118–114 | 100–89 | 95–97  |
| AZS Politechnika Warszawska     | 68–79 | —       | 56–74 | 69–87 | 98–90 | 79–81  | 82–71 | 70–72 | 75–69 | 93–96  | 76–88 | 79–81 | 64–60 | 67–57   | 62–71  | 76–65  |
| GKS Tychy                       | 89–81 | 103–101 | —     | 73–70 | 91–78 | 87–71  | 88–61 | 72–59 | 87–76 | 68–75  | 83–78 | 74–79 | 77–74 | 66–69   | 94–81  | 93–74  |
| Intermarche Zastal Zielona Góra | 80–59 | 90–85   | 64–65 | —     | 75–58 | 20–0   | 58–53 | 86–64 | 74–59 | 81–73  | 56–51 | 76–65 | 81–67 | 79–59   | 59–75  | 58–63  |
| KS AZS AWF Katowice             | 76–73 | 81–89   | 79–72 | 71–93 | —     | 61–63  | 74–85 | 67–82 | 85–88 | 67–63  | 65–69 | 78–87 | 66–69 | 68–63   | 74–83  | 75–65  |
| KS Sudety Jelenia Góra          | 65–75 | 65–74   | 65–71 | 80–86 | 47–72 | —      | 61–85 | 75–73 | 71–81 | 72–69  | 62–76 | 64–63 | 67–64 | 82–74   | 62–65  | 55–59  |
| ŁKS Łódź                        | 87–68 | 67–55   | 74–54 | 81–88 | 90–82 | 74–86  | —     | 79–52 | 74–61 | 70–60  | 57–72 | 80–83 | 80–56 | 92–71   | 88–82  | 101–60 |
| Miasto Szkła Krosno             | 79–76 | 89–75   | 80–85 | 73–77 | 67–74 | 89–39  | 72–73 | —     | 49–67 | 69–64  | 57–76 | 77–73 | 72–78 | 62–83   | 95–63  | 59–95  |
| MKS Dąbrowa Górnicza            | 77–60 | 96–87   | 73–84 | 86–60 | 83–59 | 100–67 | 86–77 | 50–44 | —     | 75–83  | 70–62 | 71–59 | 73–68 | 89–66   | 86–78  | 72–56  |
| PTG Sokół Łańcut                | 61–66 | 85–79   | 62–65 | 76–86 | 90–58 | 102–86 | 79–71 | 75–64 | 62–77 | —      | 81–74 | 73–65 | 72–59 | 72–66   | 64–55  | 91–80  |
| Siarka Jezioro Tarnobrzeg       | 20–0  | 80–68   | 87–85 | 73–72 | 80–62 | 78–71  | 70–76 | 74–58 | 77–68 | 79–50  | —     | 72–67 | 89–68 | 82–67   | 79–57  | 96–67  |
| Spójnia Stargard Szczeciński    | 77–68 | 83–73   | 70–69 | 82–89 | 69–64 | 78–55  | 73–78 | 73–64 | 62–74 | 86–77  | 54–48 | —     | 69–62 | 82–62   | 68–72  | 101–65 |
| Olimp MKS Start Lublin          | 80–63 | 83–61   | 75–69 | 72–89 | 87–82 | 77–71  | 48–71 | 71–62 | 59–69 | 69–76  | 83–84 | 97–89 | —     | 94–76   | 67–62  | 74–68  |
| Victoria Górnik Wałbrzych       | 77–76 | 101–100 | 81–91 | 75–87 | 80–67 | 74–67  | 80–86 | 56–86 | 69–99 | 76–67  | 67–78 | 67–78 | 58–81 | —       | 100–89 | 82–73  |
| Znicz Basket Pruszków           | 89–78 | 91–75   | 75–68 | 71–78 | 81–67 | 74–62  | 78–74 | 77–73 | 66–77 | 72–58  | 63–68 | 63–84 | 80–83 | 86–64   | —      | 78–77  |
| Żubry Białystok                 | 88–90 | 82–83   | 74–66 | 58–84 | 89–78 | 80–73  | 73–68 | 80–73 | 80–91 | 70–80  | 75–76 | 69–91 | 65–83 | 93–85   | 62–64  | —      |

### Mecz po meczu – zwycięstwa, porażki
| Drużyna \ Mecz                  | 1                      | 2 | 3 | 4 | 5 | 6 | 7 | 8 | 9 | 10 | 11 | 12 | 13 | 14 | 15 | 16 | 17 | 18 | 19 | 20 | 21 | 22 | 23 | 24 | 25 | 26 | 27 | 28 | 29 | 30 | Poz. |     |
| ------------------------------- | ---------------------- | - | - | - | - | - | - | - | - | -- | -- | -- | -- | -- | -- | -- | -- | -- | -- | -- | -- | -- | -- | -- | -- | -- | -- | -- | -- | -- | ---- | --- |
| Drużyna \ Mecz                  | Asseco Prokom 2 Gdynia | P | P | P | Z | P | Z | P | Z | P  | Z  | Z  | Z  | P  | P  | P  | Z  | P  | P  | Z  | P  | P  | P  | P  | P  | Z  | Z  | Z  | P  | Z  | Z    | 10. |
| AZS Politechnika Warszawska     | Z                      | P | P | P | Z | Z | P | P | Z | P  | P  | Z  | P  | P  | P  | P  | P  | Z  | P  | Z  | Z  | P  | P  | P  | P  | Z  | P  | P  | P  | P  | 13.  |     |
| GKS Tychy                       | P                      | Z | P | Z | Z | Z | Z | P | Z | P  | Z  | P  | Z  | Z  | Z  | Z  | Z  | Z  | P  | Z  | Z  | P  | Z  | P  | Z  | P  | Z  | Z  | Z  | P  | 4.   |     |
| Intermarche Zastal Zielona Góra | P                      | Z | Z | Z | Z | Z | P | Z | Z | Z  | P  | Z  | Z  | Z  | Z  | Z  | P  | Z  | Z  | Z  | Z  | Z  | Z  | Z  | Z  | P  | Z  | Z  | Z  | Z  | 1.   |     |
| KS AZS AWF Katowice             | Z                      | P | P | P | P | P | P | P | P | Z  | P  | P  | Z  | P  | P  | P  | P  | P  | P  | P  | P  | P  | P  | Z  | P  | P  | Z  | Z  | P  | Z  | 16.  |     |
| KS Sudety Jelenia Góra          | Z                      | P | Z | Z | P | P | P | Z | P | P  | P  | P  | P  | P  | Z  | P  | P  | P  | P  | P  | P  | Z  | P  | Z  | Z  | P  | P  | P  | P  | P  | 15.  |     |
| ŁKS Łódź                        | P                      | P | Z | Z | P | P | Z | Z | P | Z  | Z  | Z  | P  | Z  | Z  | Z  | Z  | P  | Z  | Z  | P  | Z  | P  | Z  | Z  | Z  | P  | P  | Z  | Z  | 5.   |     |
| Miasto Szkła Krosno             | P                      | Z | P | P | P | Z | Z | P | Z | P  | P  | Z  | Z  | P  | P  | P  | Z  | P  | P  | P  | P  | P  | Z  | P  | P  | Z  | P  | P  | P  | P  | 12.  |     |
| MKS Dąbrowa Górnicza            | Z                      | Z | Z | Z | Z | Z | Z | P | Z | Z  | P  | Z  | Z  | P  | P  | P  | Z  | P  | Z  | Z  | Z  | P  | Z  | P  | P  | Z  | Z  | P  | P  | Z  | 3.   |     |
| PTG Sokół Łańcut                | Z                      | Z | Z | P | Z | P | Z | Z | Z | P  | Z  | P  | Z  | P  | Z  | Z  | P  | P  | P  | P  | Z  | P  | P  | Z  | Z  | Z  | P  | P  | P  | Z  | 7.   |     |
| Siarka Jezioro Tarnobrzeg       | Z                      | P | Z | Z | Z | Z | Z | Z | Z | P  | P  | P  | Z  | Z  | Z  | P  | Z  | Z  | Z  | Z  | Z  | Z  | Z  | P  | Z  | Z  | Z  | Z  | Z  | P  | 2.   |     |
| Spójnia Stargard Szczeciński    | Z                      | Z | Z | P | Z | P | Z | Z | P | Z  | P  | Z  | P  | Z  | Z  | Z  | Z  | Z  | P  | P  | P  | Z  | P  | Z  | P  | Z  | Z  | Z  | Z  | P  | 6.   |     |
| Olimp MKS Start Lublin          | P                      | Z | Z | P | Z | Z | Z | P | P | P  | P  | P  | Z  | P  | P  | P  | Z  | Z  | Z  | Z  | Z  | Z  | Z  | P  | P  | P  | P  | Z  | P  | Z  | 9.   |     |
| Victoria Górnik Wałbrzych       | P                      | P | P | P | P | P | P | P | Z | P  | Z  | P  | P  | P  | P  | Z  | P  | P  | Z  | Z  | Z  | Z  | Z  | P  | P  | Z  | P  | P  | P  | P  | 14.  |     |
| Znicz Basket Pruszków           | Z                      | Z | P | Z | P | P | P | P | P | Z  | Z  | P  | Z  | Z  | P  | P  | P  | P  | Z  | P  | P  | Z  | Z  | Z  | Z  | P  | Z  | Z  | Z  | Z  | 8.   |     |
| Żubry Białystok                 | P                      | P | P | P | P | P | P | Z | P | Z  | Z  | Z  | P  | Z  | Z  | P  | Z  | Z  | P  | P  | P  | P  | P  | P  | P  | P  | Z  | Z  | P  | P  | 11.  |     |

### Statystyki po sezonie zasadniczym

#### Liderzy statystyk indywidualnych według średniej
| Kategoria                  | Zawodnik        | Klub                            | Wynik  |
| -------------------------- | --------------- | ------------------------------- | ------ |
| Punkty                     | Tomasz Celej    | Olimp MKS Start Lublin          | 20,55  |
| Zbiórki                    | Marcin Sterenga | Victoria Górnik Wałbrzych       | 10,35  |
| Asysty                     | Marcin Stokłosa | Spójnia Stargard Szczeciński    | 8,10   |
| Przechwyty                 | Marcin Flieger  | Intermarche Zastal Zielona Góra | 3,00   |
| Bloki                      | Adam Lisewski   | MKS Dąbrowa Górnicza            | 2,26   |
| Straty                     | Marcin Stokłosa | Spójnia Stargard Szczeciński    | 5,50   |
| Faule                      | Piotr Miś       | Siarka Jezioro Tarnobrzeg       | 3,93   |
| Czas gry                   | Łukasz Pacocha  | GKS Tychy                       | 35:09  |
| Skuteczność z gry          | Adam Lisewski   | MKS Dąbrowa Górnicza            | 65,70% |
| Skuteczność rzutów wolnych | Łukasz Pacocha  | GKS Tychy                       | 86,00% |
| Skuteczność za 3           | Daniel Wall     | ŁKS Łódź                        | 41,70% |
| Eval                       | Marcin Sterenga | Victoria Górnik Wałbrzych       | 20,60  |

#### Liderzy statystyk drużynowych według średniej
| Kategoria                    | Klub                            | Wynik  |
| ---------------------------- | ------------------------------- | ------ |
| Punkty                       | Asseco Prokom 2 Gdynia          | 81,80  |
| Zbiórki                      | Asseco Prokom 2 Gdynia          | 36,32  |
| Asysty                       | MKS Dąbrowa Górnicza            | 16,30  |
| Przechwyty                   | Intermarche Zastal Zielona Góra | 12,00  |
| Bloki                        | Żubry Białystok                 | 4,03   |
| Straty                       | AZS Politechnika Warszawska     | 18,40  |
| Skuteczność z gry            | MKS Dąbrowa Górnicza            | 47,30% |
| Skuteczność z rzutów wolnych | Asseco Prokom 2 Gdynia          | 73,30% |
| Skuteczność za 3             | Siarka Jezioro Tarnobrzeg       | 36,30% |

## Faza play-out
| 27 marca 2010 15:00 | Raport | Asseco Prokom 2 Gdynia 109 – 102 KS AZS AWF Katowice      | Asseco Prokom 2 Gdynia 109 – 102 KS AZS AWF Katowice | Asseco Prokom 2 Gdynia 109 – 102 KS AZS AWF Katowice    | OT | Gdynia Sędziowie: Marek Januszonek, Robert Bieńkowski, Łukasz Andrzejewski |
| 27 marca 2010 15:00 | Raport | Rezultaty w kwartach: 29–21, 17–27, 20–28, 28–18 OT: 15–8 |                                                      |                                                         | OT | Gdynia Sędziowie: Marek Januszonek, Robert Bieńkowski, Łukasz Andrzejewski |
| 27 marca 2010 15:00 | Raport | Pkt: Mordzak 25 Zb: Kostrzewski 8 As: Mordzak 6           |                                                      | Pkt: Piotrkowski 41 Zb: Piotrkowski 9 As: Piotrkowski 5 | OT | Gdynia Sędziowie: Marek Januszonek, Robert Bieńkowski, Łukasz Andrzejewski |

| 31 marca 2010 18:30 | Raport | KS AZS AWF Katowice 61 – 66 Asseco Prokom 2 Gdynia                                                           | KS AZS AWF Katowice 61 – 66 Asseco Prokom 2 Gdynia | KS AZS AWF Katowice 61 – 66 Asseco Prokom 2 Gdynia             |  | Katowice Sędziowie: Marek Bąba, Cezary Nowicki, Jarosław Szwadowski |
| 31 marca 2010 18:30 | Raport | Rezultaty w kwartach: 19–19, 12–13, 16–22, 14–12                                                             |                                                    |                                                                |  | Katowice Sędziowie: Marek Bąba, Cezary Nowicki, Jarosław Szwadowski |
| 31 marca 2010 18:30 | Raport | Pkt: Milewski 19 Zb: Leszczyński, Piotrkowski po 7 As: Leszczyński 5                                         |                                                    | Pkt: Kostrzewski 19 Zb: czterech zawodników po 6 As: Mordzak 3 |  | Katowice Sędziowie: Marek Bąba, Cezary Nowicki, Jarosław Szwadowski |
| 31 marca 2010 18:30 | Raport | Asseco Prokom 2 Gdynia wygrywa serię 2–0 i utrzymuje się w lidze, natomiast KS AZS AWF Katowice spada z ligi |                                                    |                                                                |  | Katowice Sędziowie: Marek Bąba, Cezary Nowicki, Jarosław Szwadowski |

| 27 marca 2010 17:00 | Raport | Żubry Białystok 91 – 68 AZS Politechnika Warszawska         | Żubry Białystok 91 – 68 AZS Politechnika Warszawska | Żubry Białystok 91 – 68 AZS Politechnika Warszawska                      |  | Białystok Sędziowie: Andrzej Walczak, Kotulski, Karol Nowak |
| 27 marca 2010 17:00 | Raport | Rezultaty w kwartach: 24–21, 20–15, 22–25, 25–7             |                                                     |                                                                          |  | Białystok Sędziowie: Andrzej Walczak, Kotulski, Karol Nowak |
| 27 marca 2010 17:00 | Raport | Pkt: Rapucha 17 Zb: Kulikowski 9 As: trzech zawodników po 3 |                                                     | Pkt: Jankowski 21 Zb: Nowakowski, Sulima po 5 As: Jankowski, Sulima po 3 |  | Białystok Sędziowie: Andrzej Walczak, Kotulski, Karol Nowak |

| 31 marca 2010 19:15 | Raport | AZS Politechnika Warszawska 94 – 69 Żubry Białystok | AZS Politechnika Warszawska 94 – 69 Żubry Białystok | AZS Politechnika Warszawska 94 – 69 Żubry Białystok            |  | Warszawa Sędziowie: Marek Żmuda, Marek Czernek, Filip Wudecki |
| 31 marca 2010 19:15 | Raport | Rezultaty w kwartach: 22–18, 30–20, 22–10, 20–21    |                                                     |                                                                |  | Warszawa Sędziowie: Marek Żmuda, Marek Czernek, Filip Wudecki |
| 31 marca 2010 19:15 | Raport | Pkt: Pamuła 22 Zb: Kolowca 8 As: Popiołek 4         |                                                     | Pkt: Jankowiak, Kulikowski po 13 Zb: Jankowiak 6 As: Rapucha 3 |  | Warszawa Sędziowie: Marek Żmuda, Marek Czernek, Filip Wudecki |

| 7 kwietnia 2010 17:00 | Raport | Żubry Białystok 82 – 93 AZS Politechnika Warszawska                                                           | Żubry Białystok 82 – 93 AZS Politechnika Warszawska | Żubry Białystok 82 – 93 AZS Politechnika Warszawska       |  | Białystok Sędziowie: Piotr Kustosz, Andrzej Karwowski, Jakub Pietrzak |
| 7 kwietnia 2010 17:00 | Raport | Rezultaty w kwartach: 17–18, 23–21, 26–24, 16–30                                                              |                                                     |                                                           |  | Białystok Sędziowie: Piotr Kustosz, Andrzej Karwowski, Jakub Pietrzak |
| 7 kwietnia 2010 17:00 | Raport | Pkt: Rapucha 16 Zb: Rapucha 5 As: Rapucha 8                                                                   |                                                     | Pkt: Nowakowski 19 Zb: Kolowca, Mokros po 6 As: Wilczek 8 |  | Białystok Sędziowie: Piotr Kustosz, Andrzej Karwowski, Jakub Pietrzak |
| 7 kwietnia 2010 17:00 | Raport | AZS Politechnika Warszawska wygrywa serię 2–1 i utrzymuje się w lidze, natomiast Żubry Białystok spada z ligi |                                                     |                                                           |  | Białystok Sędziowie: Piotr Kustosz, Andrzej Karwowski, Jakub Pietrzak |

| 27 marca 2010 18:00 | Raport | Miasto Szkła Krosno 76 – 77 Victoria Górnik Wałbrzych | Miasto Szkła Krosno 76 – 77 Victoria Górnik Wałbrzych | Miasto Szkła Krosno 76 – 77 Victoria Górnik Wałbrzych |  | Krosno Sędziowie: Marek Żmuda, Andrzej Bartocha, Jacek Chrząszcz |
| 27 marca 2010 18:00 | Raport | Rezultaty w kwartach: 15–12, 19–9, 17–27, 16–22       |                                                       |                                                       |  | Krosno Sędziowie: Marek Żmuda, Andrzej Bartocha, Jacek Chrząszcz |
| 27 marca 2010 18:00 | Raport | Pkt: Deja 21 Zb: Deja 13 As: Ecka 10                  |                                                       | Pkt: Buczyniak 26 Zb: Sterenga 9 As: Buczyniak 4      |  | Krosno Sędziowie: Marek Żmuda, Andrzej Bartocha, Jacek Chrząszcz |

| 31 marca 2010 18:00 | Raport | Victoria Górnik Wałbrzych 73 – 77 Miasto Szkła Krosno           | Victoria Górnik Wałbrzych 73 – 77 Miasto Szkła Krosno | Victoria Górnik Wałbrzych 73 – 77 Miasto Szkła Krosno |  | Wałbrzych Sędziowie: Marek Januszonek, Adam Wierzman, Marcin Gandor |
| 31 marca 2010 18:00 | Raport | Rezultaty w kwartach: 16–19, 15–17, 15–26, 27–15                |                                                       |                                                       |  | Wałbrzych Sędziowie: Marek Januszonek, Adam Wierzman, Marcin Gandor |
| 31 marca 2010 18:00 | Raport | Pkt: Buczyniak 23 Zb: Sterenga 12 As: Buczyniak, Jakóbczyk po 3 |                                                       | Pkt: Pluta 19 Zb: Ecka 11 As: Michalski 7             |  | Wałbrzych Sędziowie: Marek Januszonek, Adam Wierzman, Marcin Gandor |

| 7 kwietnia 2010 18:00 | Raport | Miasto Szkła Krosno 69 – 70 Victoria Górnik Wałbrzych                                                           | Miasto Szkła Krosno 69 – 70 Victoria Górnik Wałbrzych | Miasto Szkła Krosno 69 – 70 Victoria Górnik Wałbrzych         |  | Krosno Sędziowie: Krzysztof Puchałka, Marek Czernek, Karol Nowak |
| 7 kwietnia 2010 18:00 | Raport | Rezultaty w kwartach: 20–20, 14–13, 14–16, 21–21                                                                |                                                       |                                                               |  | Krosno Sędziowie: Krzysztof Puchałka, Marek Czernek, Karol Nowak |
| 7 kwietnia 2010 18:00 | Raport | Pkt: Ecka 18 Zb: Pluta 10 As: Ecka, Pluta po 5                                                                  |                                                       | Pkt: Jakóbczyk 19 Zb: Wróbel 10 As: Buczyniak, Jakóbczyk po 3 |  | Krosno Sędziowie: Krzysztof Puchałka, Marek Czernek, Karol Nowak |
| 7 kwietnia 2010 18:00 | Raport | Victoria Górnik Wałbrzych wygrywa serię 2–1 i utrzymuje się w lidze, natomiast Miasto Szkła Krosno spada z ligi |                                                       |                                                               |  | Krosno Sędziowie: Krzysztof Puchałka, Marek Czernek, Karol Nowak |

| 27 marca 2010 18:30 | Raport | Olimp MKS Start Lublin 68 – 69 KS Sudety Jelenia Góra | Olimp MKS Start Lublin 68 – 69 KS Sudety Jelenia Góra | Olimp MKS Start Lublin 68 – 69 KS Sudety Jelenia Góra |  | Lublin Sędziowie: Damian Kuziora, Jacek Litawa, Krzysztof Tuński |
| 27 marca 2010 18:30 | Raport | Rezultaty w kwartach: 22–23, 17–14, 12–11, 17–21      |                                                       |                                                       |  | Lublin Sędziowie: Damian Kuziora, Jacek Litawa, Krzysztof Tuński |
| 27 marca 2010 18:30 | Raport | Pkt: Król 22 Zb: Król 12 As: Kwiatkowski, Sikora po 4 |                                                       | Pkt: Samiec 16 Zb: Czech 13 As: Urbaniak 4            |  | Lublin Sędziowie: Damian Kuziora, Jacek Litawa, Krzysztof Tuński |

| 31 marca 2010 17:30 | Raport | KS Sudety Jelenia Góra 48 – 63 Olimp MKS Start Lublin | KS Sudety Jelenia Góra 48 – 63 Olimp MKS Start Lublin | KS Sudety Jelenia Góra 48 – 63 Olimp MKS Start Lublin       |  | Jelenia Góra Sędziowie: Sławomir Moszakowski, Rafał Szwej, Szymon Giza |
| 31 marca 2010 17:30 | Raport | Rezultaty w kwartach: 17–20, 10–17, 6–13, 15–13       |                                                       |                                                             |  | Jelenia Góra Sędziowie: Sławomir Moszakowski, Rafał Szwej, Szymon Giza |
| 31 marca 2010 17:30 | Raport | Pkt: Niesobski 18 Zb: Czech 8 As: Niesobski 3         |                                                       | Pkt: Celej 22 Zb: Kwiatkowski 16 As: trzech zawodników po 3 |  | Jelenia Góra Sędziowie: Sławomir Moszakowski, Rafał Szwej, Szymon Giza |

| 7 kwietnia 2010 18:30 | Raport | Olimp MKS Start Lublin 74 – 59 KS Sudety Jelenia Góra                                                           | Olimp MKS Start Lublin 74 – 59 KS Sudety Jelenia Góra | Olimp MKS Start Lublin 74 – 59 KS Sudety Jelenia Góra |  | Lublin Sędziowie: Andrzej Walczak, Marcin Miszkiewicz, Filip Wudecki |
| 7 kwietnia 2010 18:30 | Raport | Rezultaty w kwartach: 24–11, 20–17, 15–19, 15–12                                                                |                                                       |                                                       |  | Lublin Sędziowie: Andrzej Walczak, Marcin Miszkiewicz, Filip Wudecki |
| 7 kwietnia 2010 18:30 | Raport | Pkt: Celej 23 Zb: Kwiatkowski 12 As: Celej 7                                                                    |                                                       | Pkt: Niesobski 17 Zb: Czech 6 As: Urbaniak 5          |  | Lublin Sędziowie: Andrzej Walczak, Marcin Miszkiewicz, Filip Wudecki |
| 7 kwietnia 2010 18:30 | Raport | Olimp MKS Start Lublin wygrywa serię 2–1 i utrzymuje się w lidze, natomiast KS Sudety Jelenia Góra spada z ligi |                                                       |                                                       |  | Lublin Sędziowie: Andrzej Walczak, Marcin Miszkiewicz, Filip Wudecki |

## Faza play-off
|  |             |                                 |             |                           |   |          |                                 |          |  |  |       |       |       |
|  | Ćwierćfinał | Ćwierćfinał                     | Ćwierćfinał |                           |   | Półfinał | Półfinał                        | Półfinał |  |  | Finał | Finał | Finał |
|  | Ćwierćfinał | Ćwierćfinał                     | Ćwierćfinał |                           |   | Półfinał | Półfinał                        | Półfinał |  |  | Finał | Finał | Finał |
|  |             |                                 |             |                           |   |          |                                 |          |  |  |       |       |       |
|  |             |                                 |             |                           |   |          |                                 |          |  |  |       |       |       |
|  | 1           | Intermarche Zastal Zielona Góra | 2           |                           |   |          |                                 |          |  |  |       |       |       |
|  | 1           | Intermarche Zastal Zielona Góra | 2           |                           |   |          |                                 |          |  |  |       |       |       |
|  | 8           | PTG Sokół Łańcut                | 1           |                           |   |          |                                 |          |  |  |       |       |       |
|  | 8           | PTG Sokół Łańcut                | 1           |                           |   | 1        | Intermarche Zastal Zielona Góra | 2        |  |  |       |       |       |
|  |             |                                 |             |                           |   | 1        | Intermarche Zastal Zielona Góra | 2        |  |  |       |       |       |
|  |             |                                 | 5           | ŁKS Łódź                  | 1 |          |                                 |          |  |  |       |       |       |
|  | 4           | GKS Tychy                       | 5           | ŁKS Łódź                  | 1 | 1        |                                 |          |  |  |       |       |       |
|  | 4           | GKS Tychy                       |             |                           |   |          |                                 |          |  |  |       |       |       |
|  | 5           | ŁKS Łódź                        | 2           |                           |   |          |                                 |          |  |  |       |       |       |
|  | 5           | ŁKS Łódź                        | 2           |                           |   | 1        | Intermarche Zastal Zielona Góra | 0        |  |  |       |       |       |
|  |             |                                 |             |                           |   |          |                                 |          |  |  |       |       |       |
|  |             |                                 | 3           | Siarka Jezioro Tarnobrzeg | 2 |          |                                 |          |  |  |       |       |       |
|  | 3           | Siarka Jezioro Tarnobrzeg       | 3           | Siarka Jezioro Tarnobrzeg | 2 | 2        |                                 |          |  |  |       |       |       |
|  | 3           | Siarka Jezioro Tarnobrzeg       |             |                           |   |          |                                 |          |  |  |       |       |       |
|  | 6           | Znicz Basket Pruszków           | 0           |                           |   |          |                                 |          |  |  |       |       |       |
|  | 6           | Znicz Basket Pruszków           | 0           |                           |   | 3        | Siarka Jezioro Tarnobrzeg       | 2        |  |  |       |       |       |
|  |             |                                 |             |                           |   | 3        | Siarka Jezioro Tarnobrzeg       | 2        |  |  |       |       |       |
|  |             |                                 | 2           | MKS Dąbrowa Górnicza      | 1 |          |                                 |          |  |  |       |       |       |
|  | 2           | MKS Dąbrowa Górnicza            | 2           | MKS Dąbrowa Górnicza      | 1 | 2        |                                 |          |  |  |       |       |       |
|  | 2           | MKS Dąbrowa Górnicza            |             |                           |   |          |                                 |          |  |  |       |       |       |
|  | 7           | Spójnia Stargard Szczeciński    | 0           |                           |   |          |                                 |          |  |  |       |       |       |
|  | 7           | Spójnia Stargard Szczeciński    | 0           |                           |   |          |                                 |          |  |  |       |       |       |

o 3. miejsce
|  |              |                      |         |
|  | o 3. miejsce |                      |         |
|  |              |                      |         |
|  |              |                      |         |
|  |              |                      |         |
|  | 5            | ŁKS Łódź             | 1 (135) |
|  | 5            | ŁKS Łódź             | 1 (135) |
|  | 2            | MKS Dąbrowa Górnicza | 1 (129) |
|  | 2            | MKS Dąbrowa Górnicza | 1 (129) |
|  |              |                      |         |

### Ćwierćfinały
| 27 marca 2010 18:00 | Raport | Intermarche Zastal Zielona Góra 87 – 54 PTG Sokół Łańcut                | Intermarche Zastal Zielona Góra 87 – 54 PTG Sokół Łańcut | Intermarche Zastal Zielona Góra 87 – 54 PTG Sokół Łańcut   |  | Zielona Góra Sędziowie: Sławomir Moszakowski, Cezary Nowicki, Dariusz Nejman |
| 27 marca 2010 18:00 | Raport | Rezultaty w kwartach: 25–16, 24–16, 17–7, 21–15                         |                                                          |                                                            |  | Zielona Góra Sędziowie: Sławomir Moszakowski, Cezary Nowicki, Dariusz Nejman |
| 27 marca 2010 18:00 | Raport | Pkt: Kukiełka 21 Zb: Rajewicz, Wojdyła po 10 As: Flieger, Rajewicz po 4 |                                                          | Pkt: Dubiel 13 Zb: Fortuna 8 As: Glapiński, Pisarczyk po 3 |  | Zielona Góra Sędziowie: Sławomir Moszakowski, Cezary Nowicki, Dariusz Nejman |

| 31 marca 2010 18:00 | Raport | PTG Sokół Łańcut 76 – 66 Intermarche Zastal Zielona Góra | PTG Sokół Łańcut 76 – 66 Intermarche Zastal Zielona Góra | PTG Sokół Łańcut 76 – 66 Intermarche Zastal Zielona Góra   |  | Łańcut Sędziowie: Jakub Kotulski, Andrzej Bartocha, Adrian Szczotka |
| 31 marca 2010 18:00 | Raport | Rezultaty w kwartach: 21–21, 15–19, 21–5, 19–21          |                                                          |                                                            |  | Łańcut Sędziowie: Jakub Kotulski, Andrzej Bartocha, Adrian Szczotka |
| 31 marca 2010 18:00 | Raport | Pkt: Pisarczyk 16 Zb: Chromicz 7 As: Glapiński 4         |                                                          | Pkt: Flieger 24 Zb: Wojdyła 10 As: Flieger, Raczyński po 2 |  | Łańcut Sędziowie: Jakub Kotulski, Andrzej Bartocha, Adrian Szczotka |

| 7 kwietnia 2010 18:00 | Raport | Intermarche Zastal Zielona Góra 84 – 60 PTG Sokół Łańcut     | Intermarche Zastal Zielona Góra 84 – 60 PTG Sokół Łańcut | Intermarche Zastal Zielona Góra 84 – 60 PTG Sokół Łańcut      |  | Zielona Góra Sędziowie: Damian Ottenburger, Adam Krasuski, Adam Wierzman |
| 7 kwietnia 2010 18:00 | Raport | Rezultaty w kwartach: 21–18, 22–17, 16–10, 25–15             |                                                          |                                                               |  | Zielona Góra Sędziowie: Damian Ottenburger, Adam Krasuski, Adam Wierzman |
| 7 kwietnia 2010 18:00 | Raport | Pkt: Flieger, Kukiełka po 18 Zb: Jarmakowicz 8 As: Flieger 8 |                                                          | Pkt: Strzelecki 12 Zb: trzech zawodników po 7 As: Glapiński 5 |  | Zielona Góra Sędziowie: Damian Ottenburger, Adam Krasuski, Adam Wierzman |
| 7 kwietnia 2010 18:00 | Raport | Intermarche Zastal Zielona Góra wygrywa serię 2–1            |                                                          |                                                               |  | Zielona Góra Sędziowie: Damian Ottenburger, Adam Krasuski, Adam Wierzman |

| 27 marca 2010 18:00 | Raport | GKS Tychy 93 – 77 ŁKS Łódź                       | GKS Tychy 93 – 77 ŁKS Łódź | GKS Tychy 93 – 77 ŁKS Łódź                 |  | Tychy Sędziowie: Marek Bąba, Marek Czernek, Miłosz Tracz |
| 27 marca 2010 18:00 | Raport | Rezultaty w kwartach: 18–21, 17–19, 28–22, 30–15 |                            |                                            |  | Tychy Sędziowie: Marek Bąba, Marek Czernek, Miłosz Tracz |
| 27 marca 2010 18:00 | Raport | Pkt: Pacocha 28 Zb: Bzdyra 9 As: Salamonik 5     |                            | Pkt: Wall 18 Zb: Dłuski 9 As: Kalinowski 4 |  | Tychy Sędziowie: Marek Bąba, Marek Czernek, Miłosz Tracz |

| 31 marca 2010 19:00 | Raport | ŁKS Łódź 73 – 62 GKS Tychy                       | ŁKS Łódź 73 – 62 GKS Tychy | ŁKS Łódź 73 – 62 GKS Tychy                                             |  | Łódź Sędziowie: Damian Ottenburger, Damian Kuziora, Marcin Miszkiewicz |
| 31 marca 2010 19:00 | Raport | Rezultaty w kwartach: 23–18, 20–6, 12–19, 18–19  |                            |                                                                        |  | Łódź Sędziowie: Damian Ottenburger, Damian Kuziora, Marcin Miszkiewicz |
| 31 marca 2010 19:00 | Raport | Pkt: Wall 19 Zb: Dłuski, Wall po 11 As: Trepka 7 |                            | Pkt: Pustelnik 15 Zb: trzech zawodników po 4 As: Hałas, Salamonik po 3 |  | Łódź Sędziowie: Damian Ottenburger, Damian Kuziora, Marcin Miszkiewicz |

| 7 kwietnia 2010 19:00 | Raport | GKS Tychy 72 – 75 ŁKS Łódź                         | GKS Tychy 72 – 75 ŁKS Łódź | GKS Tychy 72 – 75 ŁKS Łódź                 |  | Tychy Sędziowie: Marcin Bieńkowski, Cezary Nowicki, Dariusz Nejman |
| 7 kwietnia 2010 19:00 | Raport | Rezultaty w kwartach: 20–25, 13–12, 22–18, 17–20   |                            |                                            |  | Tychy Sędziowie: Marcin Bieńkowski, Cezary Nowicki, Dariusz Nejman |
| 7 kwietnia 2010 19:00 | Raport | Pkt: Salamonik 21 Zb: Mielczarek 7 As: Pustelnik 5 |                            | Pkt: Wall 24 Zb: Dłuski 11 As: Krajewski 4 |  | Tychy Sędziowie: Marcin Bieńkowski, Cezary Nowicki, Dariusz Nejman |
| 7 kwietnia 2010 19:00 | Raport | ŁKS Łódź wygrywa serię 2–1                         |                            |                                            |  | Tychy Sędziowie: Marcin Bieńkowski, Cezary Nowicki, Dariusz Nejman |

| 27 marca 2010 18:00 | Raport | Siarka Jezioro Tarnobrzeg 70 – 58 Znicz Basket Pruszków         | Siarka Jezioro Tarnobrzeg 70 – 58 Znicz Basket Pruszków | Siarka Jezioro Tarnobrzeg 70 – 58 Znicz Basket Pruszków |  | Tarnobrzeg Sędziowie: Krzysztof Puchałka, Adam Krasuski, Jakub Pietrzak |
| 27 marca 2010 18:00 | Raport | Rezultaty w kwartach: 25–12, 18–16, 12–17, 15–13                |                                                         |                                                         |  | Tarnobrzeg Sędziowie: Krzysztof Puchałka, Adam Krasuski, Jakub Pietrzak |
| 27 marca 2010 18:00 | Raport | Pkt: trzech zawodników po 12 Zb: Barycz 11 As: Krupa, Szpyrka 5 |                                                         | Pkt: Malewski 11 Zb: Briegmann 7 As: Weatherspoon 5     |  | Tarnobrzeg Sędziowie: Krzysztof Puchałka, Adam Krasuski, Jakub Pietrzak |

| 1 kwietnia 2010 18:00 | Raport | Znicz Basket Pruszków 47 – 74 Siarka Jezioro Tarnobrzeg          | Znicz Basket Pruszków 47 – 74 Siarka Jezioro Tarnobrzeg | Znicz Basket Pruszków 47 – 74 Siarka Jezioro Tarnobrzeg |  | Pruszków Sędziowie: Andrzej Walczak, Andrzej Karwowski, Jan Kuniec |
| 1 kwietnia 2010 18:00 | Raport | Rezultaty w kwartach: 16–22, 4–20, 12–21, 15–11                  |                                                         |                                                         |  | Pruszków Sędziowie: Andrzej Walczak, Andrzej Karwowski, Jan Kuniec |
| 1 kwietnia 2010 18:00 | Raport | Pkt: Suliński 13 Zb: czterech zawodników po 4 As: Weatherspoon 2 |                                                         | Pkt: Krupa 18 Zb: Pisarczyk 10 As: Baran 7              |  | Pruszków Sędziowie: Andrzej Walczak, Andrzej Karwowski, Jan Kuniec |
| 1 kwietnia 2010 18:00 | Raport | Siarka Jezioro Tarnobrzeg wygrywa serię 2–0                      |                                                         |                                                         |  | Pruszków Sędziowie: Andrzej Walczak, Andrzej Karwowski, Jan Kuniec |

| 27 marca 2010 18:00 | Raport | MKS Dąbrowa Górnicza 87 – 77 Spójnia Stargard Szczeciński | MKS Dąbrowa Górnicza 87 – 77 Spójnia Stargard Szczeciński | MKS Dąbrowa Górnicza 87 – 77 Spójnia Stargard Szczeciński |  | Dąbrowa Górnicza Sędziowie: Marcin Bieńkowski, Adam Wierzman, Adrian Szczotka |
| 27 marca 2010 18:00 | Raport | Rezultaty w kwartach: 28–20, 20–14, 12–17, 19–24          |                                                           |                                                           |  | Dąbrowa Górnicza Sędziowie: Marcin Bieńkowski, Adam Wierzman, Adrian Szczotka |
| 27 marca 2010 18:00 | Raport | Pkt: Zieliński 20 Zb: Basiński 7 As: Basiński 9           |                                                           | Pkt: Koszuta 14 Zb: Grudziński 7 As: Stokłosa 6           |  | Dąbrowa Górnicza Sędziowie: Marcin Bieńkowski, Adam Wierzman, Adrian Szczotka |

| 31 marca 2010 18:00 | Raport | Spójnia Stargard Szczeciński 69 – 81 MKS Dąbrowa Górnicza           | Spójnia Stargard Szczeciński 69 – 81 MKS Dąbrowa Górnicza | Spójnia Stargard Szczeciński 69 – 81 MKS Dąbrowa Górnicza |  | Stargard Szczeciński Sędziowie: Marcin Bieńkowski, Piotr Kustosz, Jakub Pietrzak |
| 31 marca 2010 18:00 | Raport | Rezultaty w kwartach: 15–24, 20–23, 15–17, 19–17                    |                                                           |                                                           |  | Stargard Szczeciński Sędziowie: Marcin Bieńkowski, Piotr Kustosz, Jakub Pietrzak |
| 31 marca 2010 18:00 | Raport | Pkt: Grzegorzewski 15 Zb: Bodych 6 As: Grzegorzewski, Stokłosa po 3 |                                                           | Pkt: Szczypka 30 Zb: Zieliński 9 As: Basiński 3           |  | Stargard Szczeciński Sędziowie: Marcin Bieńkowski, Piotr Kustosz, Jakub Pietrzak |
| 31 marca 2010 18:00 | Raport | MKS Dąbrowa Górnicza wygrywa serię 2–0                              |                                                           |                                                           |  | Stargard Szczeciński Sędziowie: Marcin Bieńkowski, Piotr Kustosz, Jakub Pietrzak |

### Półfinały
| 21 kwietnia 2010 18:30 | Raport | Intermarche Zastal Zielona Góra 73 – 61 ŁKS Łódź                    | Intermarche Zastal Zielona Góra 73 – 61 ŁKS Łódź | Intermarche Zastal Zielona Góra 73 – 61 ŁKS Łódź |  | Zielona Góra Sędziowie: Marek Bąba, Cezary Nowicki, Krzysztof Puchałka |
| 21 kwietnia 2010 18:30 | Raport | Rezultaty w kwartach: 20–13, 17–16, 13–20, 23–12                    |                                                  |                                                  |  | Zielona Góra Sędziowie: Marek Bąba, Cezary Nowicki, Krzysztof Puchałka |
| 21 kwietnia 2010 18:30 | Raport | Pkt: Jarmakowicz 21 Zb: Jarmakowicz, Kukiełka po 8 As: Kalinowski 6 |                                                  | Pkt: Trepka 17 Zb: Trepka 8 As: Trepka 5         |  | Zielona Góra Sędziowie: Marek Bąba, Cezary Nowicki, Krzysztof Puchałka |

| 25 kwietnia 2010 18:15 | Raport | ŁKS Łódź 71 – 56 Intermarche Zastal Zielona Góra | ŁKS Łódź 71 – 56 Intermarche Zastal Zielona Góra | ŁKS Łódź 71 – 56 Intermarche Zastal Zielona Góra  |  | Łódź Sędziowie: Andrzej Walczak, Marcin Bieńkowski, Jakub Kotulski |
| 25 kwietnia 2010 18:15 | Raport | Rezultaty w kwartach: 17–10, 16–20, 17–13, 21–13 |                                                  |                                                   |  | Łódź Sędziowie: Andrzej Walczak, Marcin Bieńkowski, Jakub Kotulski |
| 25 kwietnia 2010 18:15 | Raport | Pkt: Wall 16 Zb: Wall 12 As: Wall 5              |                                                  | Pkt: Flieger 19 Zb: Kukiełka 13 As: Szczepaniak 4 |  | Łódź Sędziowie: Andrzej Walczak, Marcin Bieńkowski, Jakub Kotulski |

| 29 kwietnia 2010 18:35 | Raport | Intermarche Zastal Zielona Góra 75 – 71 ŁKS Łódź                | Intermarche Zastal Zielona Góra 75 – 71 ŁKS Łódź | Intermarche Zastal Zielona Góra 75 – 71 ŁKS Łódź |  | Zielona Góra Sędziowie: Damian Ottenburger, Krzysztof Puchałka, Sławomir Moszakowski |
| 29 kwietnia 2010 18:35 | Raport | Rezultaty w kwartach: 16–18, 19–18, 17–12, 23–23                |                                                  |                                                  |  | Zielona Góra Sędziowie: Damian Ottenburger, Krzysztof Puchałka, Sławomir Moszakowski |
| 29 kwietnia 2010 18:35 | Raport | Pkt: Kukiełka 15 Zb: Jarmakowicz 11 As: Raczyński, Wojdyła po 3 |                                                  | Pkt: Wall 18 Zb: Dłuski 9 As: Szczepaniak 5      |  | Zielona Góra Sędziowie: Damian Ottenburger, Krzysztof Puchałka, Sławomir Moszakowski |
| 29 kwietnia 2010 18:35 | Raport | Intermarche Zastal Zielona Góra wygrywa serię 2–1               |                                                  |                                                  |  | Zielona Góra Sędziowie: Damian Ottenburger, Krzysztof Puchałka, Sławomir Moszakowski |

| 21 kwietnia 2010 18:30 | Raport | Siarka Jezioro Tarnobrzeg 70 – 67 MKS Dąbrowa Górnicza | Siarka Jezioro Tarnobrzeg 70 – 67 MKS Dąbrowa Górnicza | Siarka Jezioro Tarnobrzeg 70 – 67 MKS Dąbrowa Górnicza      |  | Tarnobrzeg Sędziowie: Marek Januszonek, Marek Żmuda, Jacek Litawa |
| 21 kwietnia 2010 18:30 | Raport | Rezultaty w kwartach: 24–21, 22–18, 15–16, 9–12        |                                                        |                                                             |  | Tarnobrzeg Sędziowie: Marek Januszonek, Marek Żmuda, Jacek Litawa |
| 21 kwietnia 2010 18:30 | Raport | Pkt: Barycz 18 Zb: Barycz 12 As: Krupa 6               |                                                        | Pkt: Lisewski, Szczypka po 12 Zb: Lisewski 8 As: Basiński 7 |  | Tarnobrzeg Sędziowie: Marek Januszonek, Marek Żmuda, Jacek Litawa |

| 24 kwietnia 2010 18:00 | Raport | MKS Dąbrowa Górnicza 67 – 64 Siarka Jezioro Tarnobrzeg | MKS Dąbrowa Górnicza 67 – 64 Siarka Jezioro Tarnobrzeg | MKS Dąbrowa Górnicza 67 – 64 Siarka Jezioro Tarnobrzeg |  | Dąbrowa Górnicza Sędziowie: Damian Ottenburger, Damian Kuziora, Marek Czernek |
| 24 kwietnia 2010 18:00 | Raport | Rezultaty w kwartach: 18–19, 19–19, 19–13, 11–13       |                                                        |                                                        |  | Dąbrowa Górnicza Sędziowie: Damian Ottenburger, Damian Kuziora, Marek Czernek |
| 24 kwietnia 2010 18:00 | Raport | Pkt: Szczypka 17 Zb: Basiński 10 As: Basiński 4        |                                                        | Pkt: Barycz 25 Zb: Miś 14 As: Krupa 2                  |  | Dąbrowa Górnicza Sędziowie: Damian Ottenburger, Damian Kuziora, Marek Czernek |

| 29 kwietnia 2010 18:00 | Raport | Siarka Jezioro Tarnobrzeg 68 – 64 MKS Dąbrowa Górnicza | Siarka Jezioro Tarnobrzeg 68 – 64 MKS Dąbrowa Górnicza | Siarka Jezioro Tarnobrzeg 68 – 64 MKS Dąbrowa Górnicza         |  | Tarnobrzeg Sędziowie: Marek Januszonek, Marcin Bieńkowski, Marek Czernek |
| 29 kwietnia 2010 18:00 | Raport | Rezultaty w kwartach: 13–17, 21–17, 19–14, 15–16       |                                                        |                                                                |  | Tarnobrzeg Sędziowie: Marek Januszonek, Marcin Bieńkowski, Marek Czernek |
| 29 kwietnia 2010 18:00 | Raport | Pkt: Czerwonka 14 Zb: Barycz 14 As: Szpyrka 4          |                                                        | Pkt: Piechowicz 14 Zb: Zieliński 10 As: trzech zawodników po 2 |  | Tarnobrzeg Sędziowie: Marek Januszonek, Marcin Bieńkowski, Marek Czernek |
| 29 kwietnia 2010 18:00 | Raport | Siarka Jezioro Tarnobrzeg wygrywa serię 2–1            |                                                        |                                                                |  | Tarnobrzeg Sędziowie: Marek Januszonek, Marcin Bieńkowski, Marek Czernek |

### o 3. miejsce
| 5 maja 2010 19:00 | Raport | ŁKS Łódź 63 – 73 MKS Dąbrowa Górnicza                 | ŁKS Łódź 63 – 73 MKS Dąbrowa Górnicza | ŁKS Łódź 63 – 73 MKS Dąbrowa Górnicza             |  | Łódź Sędziowie: Krzysztof Puchałka, Andrzej Karwowski, Adam Wierzman |
| 5 maja 2010 19:00 | Raport | Rezultaty w kwartach: 14–15, 17–21, 18–16, 14–21      |                                       |                                                   |  | Łódź Sędziowie: Krzysztof Puchałka, Andrzej Karwowski, Adam Wierzman |
| 5 maja 2010 19:00 | Raport | Pkt: Dłuski, Wall po 19 Zb: Dłuski 7 As: Kalinowski 6 |                                       | Pkt: Piechowicz 16 Zb: Basiński 10 As: Basiński 6 |  | Łódź Sędziowie: Krzysztof Puchałka, Andrzej Karwowski, Adam Wierzman |

| 9 maja 2010 20:10 | Raport | MKS Dąbrowa Górnicza 56 – 72 ŁKS Łódź                 | MKS Dąbrowa Górnicza 56 – 72 ŁKS Łódź | MKS Dąbrowa Górnicza 56 – 72 ŁKS Łódź     |  | Dąbrowa Górnicza Sędziowie: Jacek Litawa, Sławomir Moszakowski, Jakub Pietrzak |
| 9 maja 2010 20:10 | Raport | Rezultaty w kwartach: 11–24, 14–17, 15–13, 16–18      |                                       |                                           |  | Dąbrowa Górnicza Sędziowie: Jacek Litawa, Sławomir Moszakowski, Jakub Pietrzak |
| 9 maja 2010 20:10 | Raport | Pkt: Zieliński 16 Zb: Lisewski 13 As: Basiński 5      |                                       | Pkt: Wall 19 Zb: Wall 11 As: Kalinowski 6 |  | Dąbrowa Górnicza Sędziowie: Jacek Litawa, Sławomir Moszakowski, Jakub Pietrzak |
| 9 maja 2010 20:10 | Raport | ŁKS Łódź wygrywa dwumecz i zajmuje 3. miejsce w lidze |                                       |                                           |  | Dąbrowa Górnicza Sędziowie: Jacek Litawa, Sławomir Moszakowski, Jakub Pietrzak |

### Finał
| 5 maja 2010 18:30 | Raport | Siarka Jezioro Tarnobrzeg 72 – 65 Intermarche Zastal Zielona Góra | Siarka Jezioro Tarnobrzeg 72 – 65 Intermarche Zastal Zielona Góra | Siarka Jezioro Tarnobrzeg 72 – 65 Intermarche Zastal Zielona Góra |  | Tarnobrzeg Sędziowie: Marek Bąba, Damian Ottenburger, Marek Czernek |
| 5 maja 2010 18:30 | Raport | Rezultaty w kwartach: 24–16, 17–22, 14–10, 17–17                  |                                                                   |                                                                   |  | Tarnobrzeg Sędziowie: Marek Bąba, Damian Ottenburger, Marek Czernek |
| 5 maja 2010 18:30 | Raport | Pkt: Krupa 19 Zb: Barycz 14 As: Krupa 6                           |                                                                   | Pkt: Flieger 14 Zb: Rajewicz 8 As: Kalinowski 4                   |  | Tarnobrzeg Sędziowie: Marek Bąba, Damian Ottenburger, Marek Czernek |

| 8 maja 2010 18:00 | Raport | Intermarche Zastal Zielona Góra 64 – 87 Siarka Jezioro Tarnobrzeg                            | Intermarche Zastal Zielona Góra 64 – 87 Siarka Jezioro Tarnobrzeg | Intermarche Zastal Zielona Góra 64 – 87 Siarka Jezioro Tarnobrzeg |  | Zielona Góra Sędziowie: Marek Bąba, Marek Januszonek, Cezary Nowicki |
| 8 maja 2010 18:00 | Raport | Rezultaty w kwartach: 19–19, 12–28, 13–21, 20–19                                             |                                                                   |                                                                   |  | Zielona Góra Sędziowie: Marek Bąba, Marek Januszonek, Cezary Nowicki |
| 8 maja 2010 18:00 | Raport | Pkt: Flieger 15 Zb: Chodkiewicz 6 As: Kalinowski 5                                           |                                                                   | Pkt: Krupa 28 Zb: Pisarczyk 12 As: Barycz, Pisarczyk po 4         |  | Zielona Góra Sędziowie: Marek Bąba, Marek Januszonek, Cezary Nowicki |
| 8 maja 2010 18:00 | Raport | Siarka Jezioro Tarnobrzeg wygrywa serię 2–0 i awansuje do Polskiej Ligi Koszykówki 2010/2011 |                                                                   |                                                                   |  | Zielona Góra Sędziowie: Marek Bąba, Marek Januszonek, Cezary Nowicki |

## Klasyfikacja końcowa
| Lp. | Klub                            |
| --- | ------------------------------- |
|     | Siarka Jezioro Tarnobrzeg       |
|     | Intermarche Zastal Zielona Góra |
|     | ŁKS Łódź                        |
| 4.  | MKS Dąbrowa Górnicza            |
| 5.  | GKS Tychy                       |
| 6.  | Spójnia Stargard Szczeciński    |
| 7.  | PTG Sokół Łańcut                |
| 8.  | Znicz Basket Pruszków           |
| 9.  | Olimp MKS Start Lublin          |
| 10. | Asseco Prokom 2 Gdynia          |
| 11. | AZS Politechnika Warszawska     |
| 12. | Victoria Górnik Wałbrzych       |
| 13. | Żubry Białystok                 |
| 14. | Miasto Szkła Krosno             |
| 15. | KS Sudety Jelenia Góra          |
| 16. | KS AZS AWF Katowice             |